# Zweedse parlementsverkiezingen 2022
Op 11 september 2022 werden parlementsverkiezingen georganiseerd in Zweden, waarbij de Zweedse kiezers een nieuwe Rijksdag kozen voor de ambtsperiode van 2022 tot en met 2026. Op dezelfde dag werden er regionale en gemeentelijke verkiezingen georganiseerd. De verkiezing van een nieuwe Rijksdag bracht ook de vorming van een nieuw kabinet met zich mee.

## Verloop
Na de val van het Kabinet-Löfven III trad in november 2021 het Kabinet-Andersson aan, een minderheidsregering van Socialdemokraterna met gedoogsteun van Centerpartiet, Vänsterpartiet en Miljöpartiet de Gröna.
De (centrum)rechtse partijen Moderaterna, Kristdemokraterna en Liberalerna vormden vooraf een blok, voor het eerst samen met de extreemrechtse Sverigedemokraterna. Terwijl de drie traditionele rechtse partijen samen 9 zetels verloren, wonnen de Sverigedemokraterna er 11. Zodoende werden zij voor het eerst de tweede partij van het land. De leidende partij op links, de Socialdemokraterna van premier Andersson, won 7 bijkomende zetels en bleef de grootste. De balans tussen het rechtse blok en het linkse blok, dat verder bestond uit de Centerpartiet, Vänsterpartiet en Miljöpartiet, verschoof zo met twee zetels naar rechts. 
Na afloop van de verkiezingen begonnen de rechtse partijen aan regeringsonderhandelingen. Premier Magdalena Andersson kondigde meteen na het bekend worden van de uitslag op 14 september haar ontslag aan. Op 14 oktober 2022 verklaarden de rechtse partijen een regeerakkoord gesloten te hebben, waarbij de Sverigedemokraterna echter als gedoogpartner fungeren en geen deel uitmaken van het nieuwe kabinet. De regering, met Ulf Kristersson als premier, trad aan op 18 oktober 2022.

## Partijen en kandidaten
| Partij | Partij                | Partij | Ideologie                                | Positie                   | Partijleider             | Uitslag 2018 | Uitslag 2018   |
| Partij | Partij                | Partij | Ideologie                                | Positie                   | Partijleider             | Stemmen      | Zetels         |
| ------ | --------------------- | ------ | ---------------------------------------- | ------------------------- | ------------------------ | ------------ | -------------- |
|        | Socialdemokraterna    | S      | Sociaaldemocratie                        | Centrumlinks              | Magdalena Andersson      | 28,26%       | 100 / 349(29%) |
|        | Moderaterna           | M      | Liberaal-conservatisme                   | Centrumrechts tot rechts  | Ulf Kristersson          | 19,84%       | 70 / 349(20%)  |
|        | Sverigedemokraterna   | SD     | Nationaal-conservatisme Rechts-populisme | Rechts tot extreemrechts  | Jimmie Åkesson           | 17,53%       | 62 / 349(18%)  |
|        | Centerpartiet         | C      | Sociaalliberalisme Agrarisme             | Centrum tot centrumrechts | Annie Lööf               | 8,61%        | 31 / 349(9%)   |
|        | Vänsterpartiet        | V      | Socialisme                               | Links                     | Nooshi Dadgostar         | 8,00%        | 28 / 349(8%)   |
|        | Kristdemokraterna     | KD     | Christendemocratie Conservatisme         | Rechts                    | Ebba Busch               | 6,32%        | 22 / 349(6%)   |
|        | Liberalerna           | L      | Liberalisme                              | Centrumrechts             | Johan Pehrson            | 5,49%        | 20 / 349(6%)   |
|        | Miljöpartiet de Gröna | MP     | Ecologisme                               | Centrumlinks              | Märta Stenevi Per Bolund | 4,41%        | 16 / 349(5%)   |

## Uitslag
|        |                       |                 |           |        |                |     |
| Partij | Partij                | Partij          | Stemmen   | %      | Zetels         | +/– |
|        | Socialdemokraterna    | S               | 1.955.972 | 30,35% | 107 / 349(31%) | 7   |
|        | Sverigedemokraterna   | SD              | 1.322.774 | 20,52% | 73 / 349(21%)  | 11  |
|        | Moderaterna           | M               | 1.231.109 | 19,10% | 68 / 349(19%)  | −2  |
|        | Vänsterpartiet        | V               | 434.410   | 6,74%  | 24 / 349(7%)   | −4  |
|        | Centerpartiet         | C               | 433.257   | 6,72%  | 24 / 349(7%)   | −7  |
|        | Kristdemokraterna     | KD              | 344.025   | 5,34%  | 19 / 349(5%)   | −3  |
|        | Miljöpartiet de Gröna | MP              | 328.362   | 5,09%  | 18 / 349(5%)   | 2   |
|        | Liberalerna           | L               | 297.566   | 4,62%  | 16 / 349(5%)   | −4  |
|        | Andere partijen       | Andere partijen | 97.823    | 1,52%  | 0 / 349(0%)    | 0   |

1911 · 1914 · 1917 · 1920 · 1921 · 1924 · 1928 · 1932 · 1936 · 1940 · 1944 · 1948 · 1952 · 1956 · 1958 · 1960 · 1964 · 1968 · 1970 · 1973 · 1976 · 1979 · 1982 · 1985 · 1988 · 1991 · 1994 · 1998 · 2002 · 2006 · 2010 · 2014 · 2018 · 2022